# Villiers-Saint-Fréderic
Villiers-Saint-Fréderic – miejscowość i gmina we Francji, w regionie Île-de-France, w departamencie Yvelines.
Według danych na rok 1990 gminę zamieszkiwało 2306 osób, a gęstość zaludnienia wynosiła 456 osób/km² (wśród 1287 gmin regionu Île-de-France Villiers-Saint-Fréderic plasuje się na 455. miejscu pod względem liczby ludności, natomiast pod względem powierzchni na miejscu 672.).